# Vinko Strgar
Vinko (tudi Vincenc) Strgar, slovenski botanik, * 29. julij 1928, Leskovec pri Krškem, † 2. marec 1992, Ljubljana.
Znan je predvsem kot dolgoletni urednik Biološkega vestnika in vodja Botaničnega vrta v Ljubljani.

## Študij in delo
Šolanje na gimnaziji v Novem mestu je prekinila druga svetovna vojna; po končani vojni je maturiral na gimnaziji v Krškem in nadaljeval šolanje na Kmetijskem tehnikumu v Mariboru. Leta 1962 je diplomiral na Oddelku za biologijo Biotehniške fakultete v Ljubljani. Leta 1969 je zagovarjal doktorsko disertacijo Geografska razširjenost in taksonomsko razlikovanje skupin Calcaria Deyl in Tenuifolia Pawlowski genusa Sesleria Scop. na Hrvaškem in v Sloveniji.
V letu 1949 je za krajši čas sodeloval na fakultetnem posestvu Barje (Bokalce pri Ljubljani). 1. marca 1951 se je zaposlil v Botaničnem vrtu Univerze v Ljubljani, v katerem je deloval do smrti leta 1992. Do leta 1964 je bil tehnični sodelavec, nato postal strokovni, leta 1971 višji strokovni, 1975 znanstveni in 1981 višji znanstveni sodelavec. 1983 je bil izvoljen za izrednega profesorja za področje taksonomije in gojenja cvetnic.
V letih 1964 do 1969 je poučeval botaniko na Srednji farmacevtski šoli v Ljubljani. Na oddelku za agronomijo je sodeloval pri predmetu Vrtnarstvo, od let 1977 je predaval na Pedagoški akademiji v Ljubljani predmet Kultura bivalnega prostora, s poudarkom na spoznavanju rastlin, vrtnarstva in šolskih vrtov. 1. marca 1968 je postal vodja Botaničnega vrta v Ljubljani. 
Strgar je bil zelo dejaven na različnih strokovnih področjih. Deloval je v odborih Zveze hortikultunih društev Slovenije, Hortikulturnega društva Ljubljana, Društva biologov Slovenije, Farmacevtskega društva Slovenije in Prirodoslovnega društva Slovenije. Med 1983-1985 je bil namestnik predstojnika, v letih 1985-1987 pa predstojnik Oddelka za biologijo Biotehniške fakultete.
Strgar je največ deloval na področju sistematske botanike in geobotanike. Prikazal je floristično pomembne taksone v dolini Iške, razširjenost Blagajevega volčina na Kočevskem, bodičnika v Kamniških Alpah. Precej pozornosti je posvetil adventivni floristiki (Veronica filiformis, Datura metel, Reynoutria, severnoameriške borovnice). Obudil je zanimanje za kobulnico Seseli malyi in opisal netresk, ki ga je imenoval Sempervivum juvanii po svojem vrtnarsko-botaničnem mentorju Francu Juvanu. Pojasnil je taksonomsko pripadnost povešavih vrb (Salix babylonica ssp. latiss.) v Sloveniji in v sosednjih deželah. Še posebej se je posvečal rodu Sesleria in ga proučeval v Sloveniji, v deželah Balkanskega in Apeninskega polotoka.

## Publicistično delo
Strgarja sta zelo zanimala slovensko botanično izrazje in terminologija. Posegal je tudi na področje zeliščarstva (objavil je seznam zdravilnih rastlin v prodaji na ljubljanski tržnici; napisal poglavje ‘Kratek pregled razvoja zdravljenja z zdravilnimi rastlinami pri drugih ljudstvih in pri nas’ za knjigo ‘Zdravilne rastline in njihova uporaba’; prevedel je nekaj knjig s tega področja).
Pomembno Strgarjevo delovno področje je bila hortikultura, saj je bil vrtnarsko izobražen. O hortikulturi in o Botaničnem vrtu je pisal za časopise, revije, zbornike in priložnostne publikacije (Delo, Dnevnik, Ljubljanski dnevnik, Naši razgledi, Naš vrt, Moj mali svet, Proteus, Hortikulturni razgledi itd.).
Bil je član uredniških revij Naš vrt in Moj mali svet; najpomembnejše je bilo njegovo delo pri Biološkem vestniku, katerega urednik je bil 22 let (1970-1992). Strgarjeva bibliografija obsega več kot 400 enot s področja botanične sistematike, floristike, fitogeografije, farmacevtske botanike, hortikulture in varstva narave.

## Strgar v Botaničnem vrtu
Strgar je skoraj celotno službeno dobo preživel v ljubljanskem botaničnem vrtu. Njegov  predstojnik je bil kar 24 let (1968–1992). V njegovem obdobju se je vrt začel manjšati zaradi ceste in železnice, ki sta odrezali del vrta na vzhodu. Znana so večkratna prizadevanja, da se vrt preseli na druge lokacije. Strgar je napisal besedilo k idejnemu načrtu za nov vrt ljubljanske univerze (1975). Prizadeval si je pridobiti zemljišče za nov Botanični vrt pod Rožnikom in kasneje za graditev univerzitetnega biološkega središča. Od 1987 je bil predsednik gradbenega odbora za izgradnjo biološkega središča in ta projekt pogosto predstavljal v dnevnem in strokovnem tisku..
Strgar se je zelo posvečal mednarodnemu sodelovanju. S Seznamom semen (Index Seminum), ki ga je pripravljal v letih 1967–1991, je ljubljanski botanični vrt odpiral mednarodnim stikom s sorodnimi institucijami.
V svojem raziskovalnem delu se je posvečal raziskavam rodu Sesleria. Odkril in opisal je endemičen netresk, ki ga je imenoval po Juvanu (Sempervivum juvanii) in se ukvarjal z vzojo nekaterih endemičnih in ogroženih vrst (velebitska degenija, rumeni sleč, Blagajev volčin, Hladnikov volčič).
Napisal je več pubikacij in člankov o Botaničnem vrtu.